# 虚假证件
虚假证件，简称假证，是指为了謀取便利或僞造身份而製作的，无法律效力的证件，制作和购买虚假证件在全球范围内普遍被認爲是违法行为。

## 中国大陆

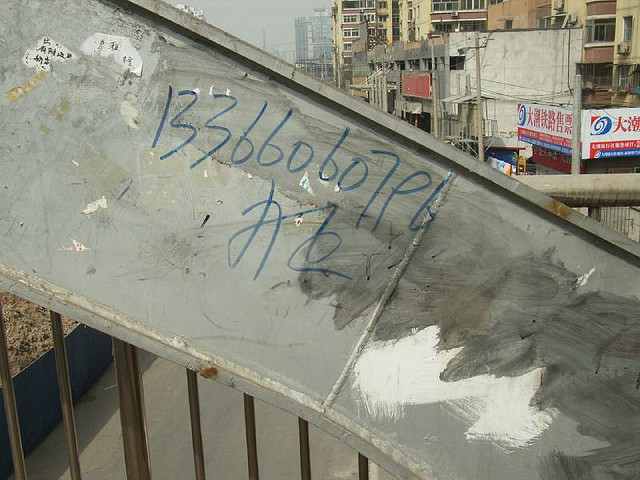
公共场所的“办证”广告

### 背景
在中国大陆，许多公司雇用职员需要应聘者具备一定的学历或资格，例如研究生或大学本科学历、英语四级证书、计算机证书等。
在公司企业中，员工若希望升职，通常需要一些专业证书，这种需求为假证的制作和销售提供了了市场。随着需求的增加，假证贩子已经能够制作多种类型的证件，包括毕业证、身份证、健康证、学生证、暂住证，几乎涵盖了大陆存在的各种证件。

### 宣传
由于是违法行为，假证贩通常不会在公共媒体上公开宣传。相反，他们常采用隐蔽的方式，例如雇人在夜间街头巷尾张贴小广告。由于纸质广告容易被撕毁，这些广告的形式逐渐转变为使用油性笔，油漆，喷枪等工具书写在各种表面上的方式。
常见的广告语
- “办证 1XX********”
- “刻章办证”
- “刻章办证，快”
- “办证，快，上网”

其中，“办证，快，上网”指的是假证制造者声称能将假证的资料提交到国际互联网上，提供这种服务是因中国大陆许多证件的管理部门提供了在线查询证件真伪的服务。办假证者声称，他们能够制造办理在这些在线查询系统中无法识别的伪造证件。根据新闻报道，这些假证制造者通常会模拟真实的查询网站， 创建具有相似外观的网站和数据库，在互联网上提供类似服务。然而，这些虚假查询网站的域名与真实的证件查询网站不同，因此容易被识破。
随着中国大陆手机价格的日益降低，假证贩子能够频繁的更换手机，使得广告上的手机号码迅速失效，这种情况给彻底清除假证贩带来了困难。
此外，由于油性颜料难以清除，这种广告被认为是“城市牛皮癣”最顽固的一种。

### 产业链
假证制造通常具有高额的利润。一个假证售价100到300人民币不等，而其成本低至几元人民币。部分假证贩甚至每天都200多个订单，从中获得进两万元的非法收入。。高额的利润吸引了许多曾被打击的假证贩子重操旧业。
购买假证的人群通常包含以下几类：
- 想通过办假证来改善工作或生活条件的投机取巧者
- 面对社会对学历和证书的强烈认同压力的初入社会青年，他们在无其他选择的情况下使用假证以便获得就业机会。[2]
- 试图通过伪造证件隐匿身份的违法犯罪分子。

### 城市街头办假证诈骗常见的广告语
在城市街头，假证广告通常使用油性笔，油漆等工具，常用的的广告语是“本地办证”或者“本市办证”，大都是想给那些要办假证的人造成一个办假证的人就在当地城市的印象，殊不知，这恰恰是“办假证”的投其所好的骗钱手段，这些打着“本地办证”或者“本市办证”的广告语上的手机号在许多城市都有，“办假证”的人当然分身乏术了，怎么会在本地呢？因此广告是“本地办证”或者“本市办证”的，大都是想以此来做为骗钱的手段罢了。

### 网络上办假证的网站
由于各个城市警方的打击，有办假证的人开始在网络上建办假证的网站，由于在2009年的年末，互联网整顿，造成不少办假证的网站被关闭，而许多的人也看到办假证的热门，建一些站群来维持。办假证的网站有几类：
- 1.利用提供办理可上网查询证件的借口，实施办假证；
- 2.利用提供办理可上网查询证件的借口，干脆骗钱不给假证；
- 3.打着办假证的名头，骗钱不给办假证；
- 4.建办假证的网站，给客户提供办假证的服务。

因为有以上这几类办假证的网站的存在，让普通人一时半会难以分辨哪些办假证的是真的在办假证，哪些是打着办假证的名头骗钱的；打着办假证的名头骗钱的网站，因为不需要制造假证，相比给客户提供办假证服务的办证网站，其成本更小，利益更加巨大，因此，有许多需要办假证的人上当受骗。

### 对伪造或使用假证的处罚
根据《中华人民共和国治安管理处罚法》第52条，若伪造、变造或者买卖国家机关、人民团体、企业、事业单位或者其他组织的证件，或者使用伪造、变造的国家机关、人民团体、企业、事业单位或者其他组织的证件者，处10日以上15日以下拘留，可以并处1000元以下罚款（人民币，下同）；情节较轻者，处5日以上10日以下拘留，可以并处500元以下罚款。另根据《机动车驾驶证申领和使用规定》第81条，伪造、变造或者使用伪造、变造的机动车驾驶证者，由公安机关交通管理部门予以收缴，依法拘留，并处二千元以上五千元以下罚款。
另外，根据2015年11月1日起生效的《中华人民共和国刑法》及其修正案（九）第280条，伪造、变造、买卖居民身份证、护照、社会保障卡、驾驶证等依法可以用于证明身份的证件者，处3年以下有期徒刑、拘役、管制或者剥夺政治权利，并处罚金；情节严重的，处3年以上7年以下有期徒刑，并处罚金。若使用伪造、变造的或者盗用他人的居民身份证、护照、社会保障卡、驾驶证等依法可以用于证明身份的证件，情节严重者，处拘役或者管制，并处或者单处罚金。

## 香港
在香港，使用假證是刑事罪行，根據香港法例第200章《刑事罪行條例》第75條，明知或相信是假證而在無合法理由下保管或控制假證最高可被判入獄3年，而意圖使用假證最高可被判入獄14年。